# Bathythrix peregrina
Bathythrix peregrina är en stekelart som först beskrevs av Cresson 1868.  Bathythrix peregrina ingår i släktet Bathythrix och familjen brokparasitsteklar. Inga underarter finns listade.